# Rischio morale
Il rischio morale (in inglese moral hazard) è, in microeconomia, il termine che identifica l'opportunismo post-contrattuale, ovvero la tendenza a perseguire i propri interessi a spese della controparte, confidando nell'impossibilità, per quest'ultima, di verificare la presenza di dolo o negligenza.
È stato coniato nel settore delle assicurazioni, dove gli assicurati tendono a modificare il loro comportamento riducendo la prudenza necessaria per evitare o minimizzare le perdite, rendendo così, di fatto, più elevati i rimborsi o pagamenti richiesti. Il moral hazard si presenta anche nella vita di tutti i giorni: se il guidatore è responsabile per tutti i danni, è probabile che guidi una macchina noleggiata più prudentemente che non quando questi siano coperti da assicurazione.
Il rischio morale influisce sull'efficienza, perché i benefici extra ottenuti dagli assicurati sono spesso inferiori ai costi che ne conseguono, questi ultimi sostenuti dalla controparte.
Gli incentivi al comportamento inappropriato rappresentano un problema nella misura in cui le possibilità di controllo o prevenzione siano scarse o eccessivamente costose.
Il rischio morale è presente anche in macroeconomia, laddove gli operatori economici possono sentirsi incentivati a intraprendere comportamenti eccessivamente rischiosi, qualora essi possano contare una significativa probabilità che i costi associati a un eventuale esito negativo delle loro azioni ricadano sulla collettività, o su altri operatori o categorie di operatori. Ad esempio, una politica di intervento delle autorità per salvare imprese a rischio di fallimento potrebbe indurre gli operatori a finanziare progetti eccessivamente rischiosi, nell'ottica di realizzare i benefici in caso di successo, e di affidarsi all'intervento dello stato in caso contrario. Un caso concreto furono i cospicui investimenti di banche europee nel non troppo sicuro mercato asiatico (che poi entrò in crisi alla fine degli anni '90), effettuati confidando nell'intervento dell'FMI in caso di crisi.